# 帽子掛け

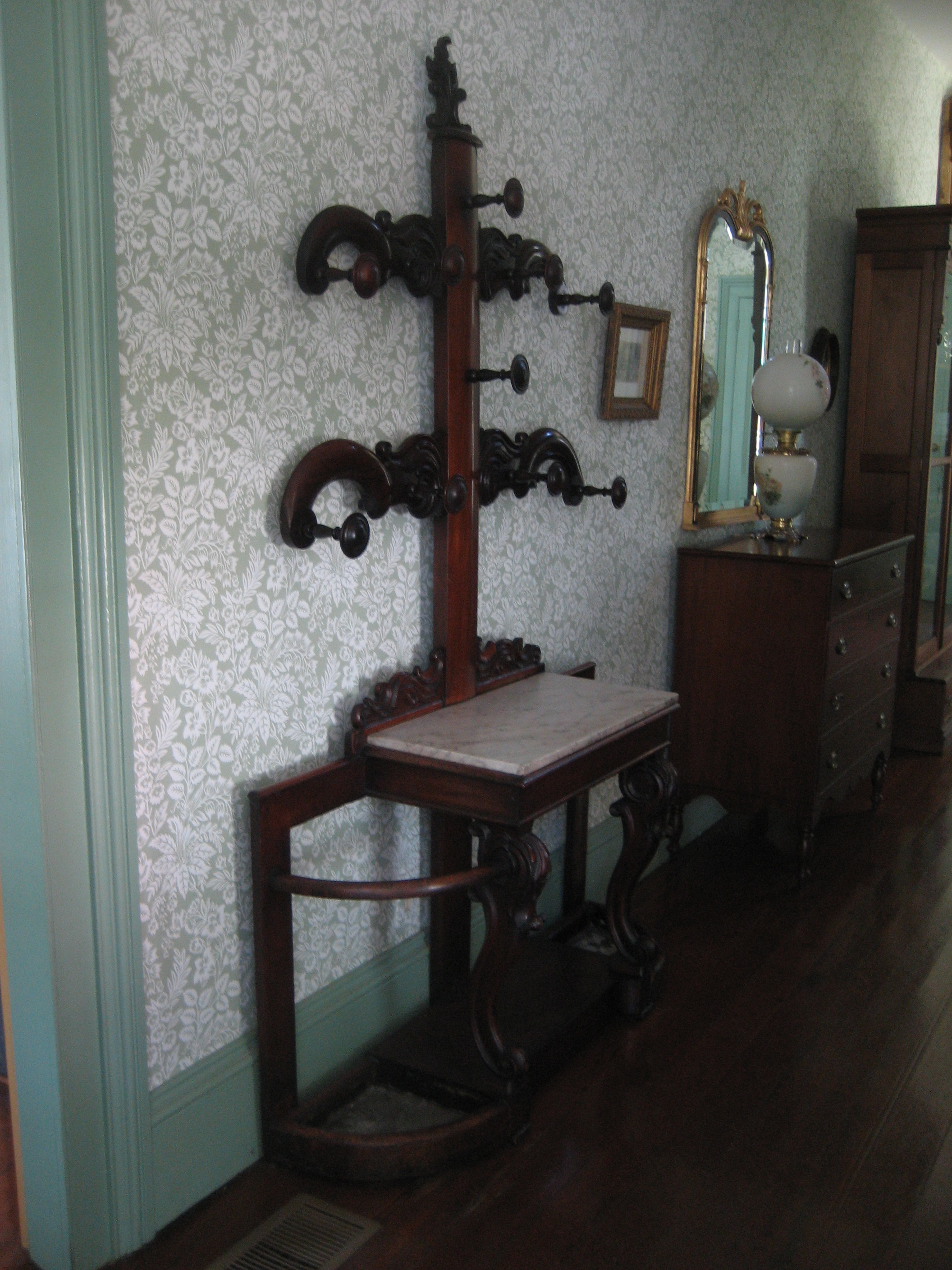
ホールツリー

帽子掛け（英語：Hatstand (UK)、hatrack (US)、coat rack ）とは、帽子のほか、しばしばコート、傘をかける家具である。ハットスタンド、ハットラック、コート掛け、コートラックとも呼ばれる。
家の玄関ホールに置かれ、ヴィクトリア朝の家で重要な部分とされた。そういった家では、単に帽子やコート、傘を置いたり、住人不在時に残す書き置き名刺（ビジッティングカード）用の場所であるだけでなく、家の富、社会的地位、流行に対する知識を示すのに便利な装飾家具でもあった。
小型の家では、壁際に設置されるハンギングハットラックが玄関の狭さへの解決策となった。こういった家具の柱やフックは、壁に面白い景色を作った。
1920年代になると、小型の家では玄関には椅子とテーブル、あれば鏡くらいしか置かれなくなり、クローゼットや食器棚にコートや帽子がかけられるようになった。

## ブレイクダンスの技
ブレイクダンスで、ヘッドスピンに入る前段階の状態を ハットスタンド と呼ぶ。

## ギャラリー

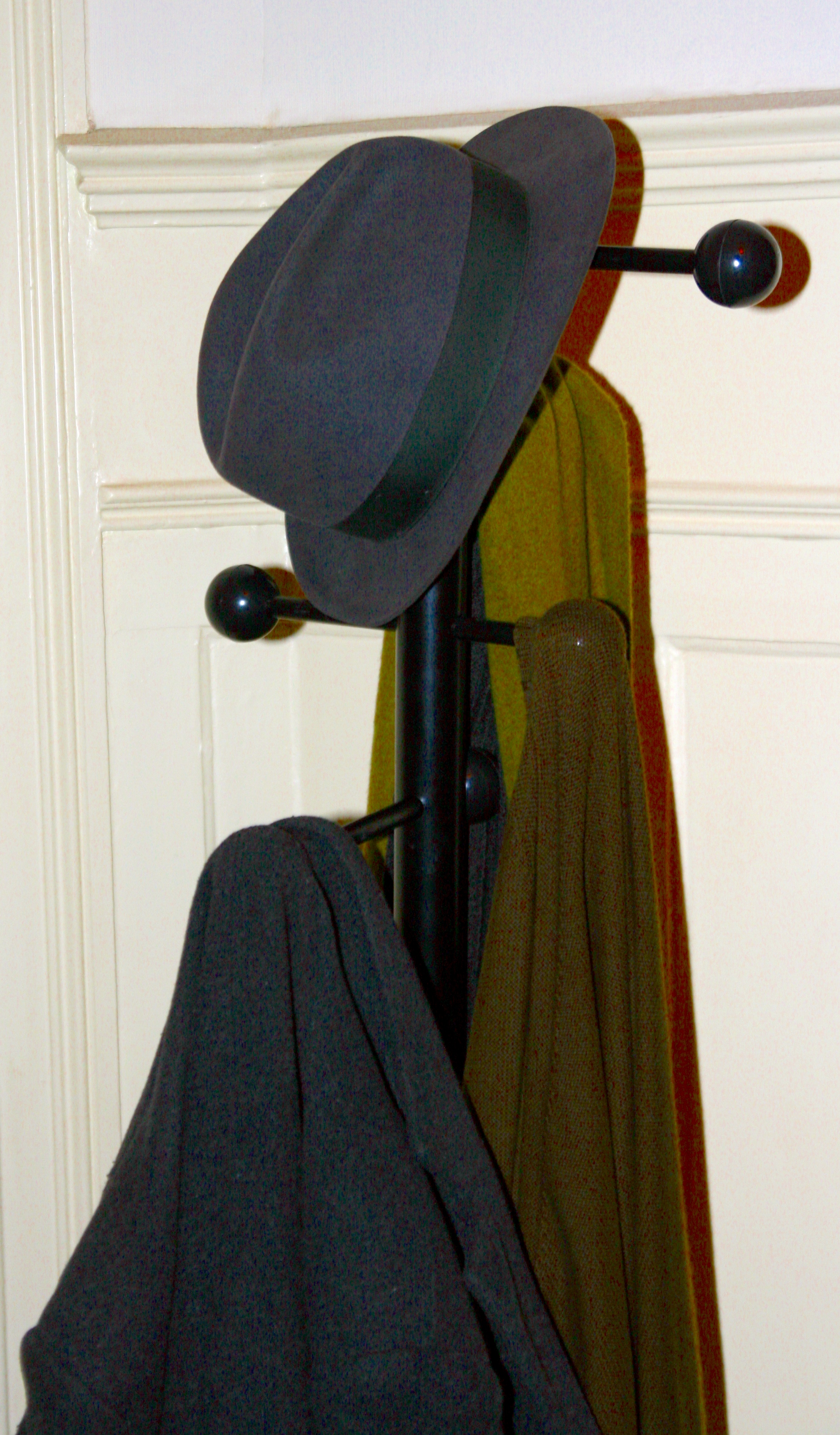
使用例
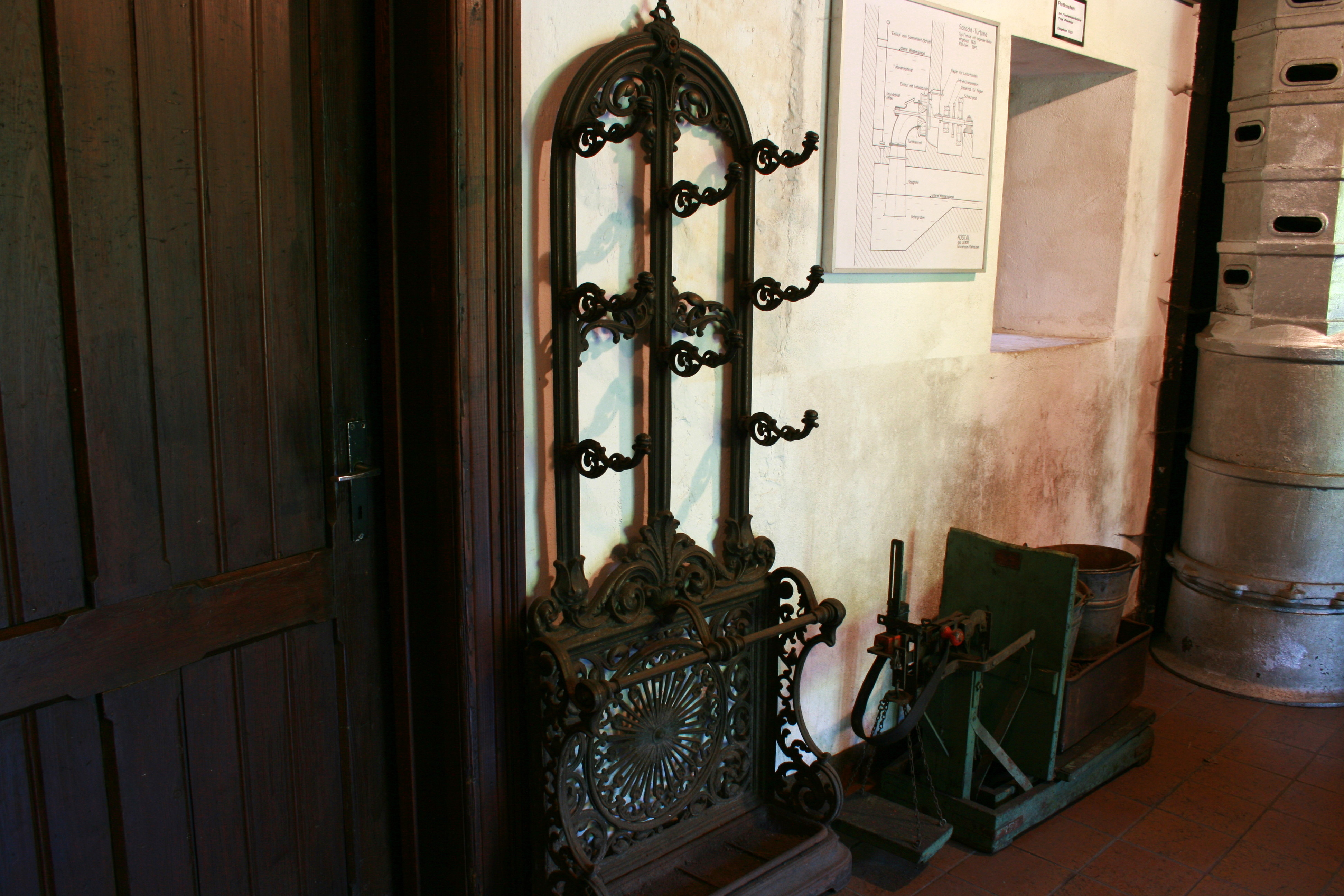
傘立て兼コートラック
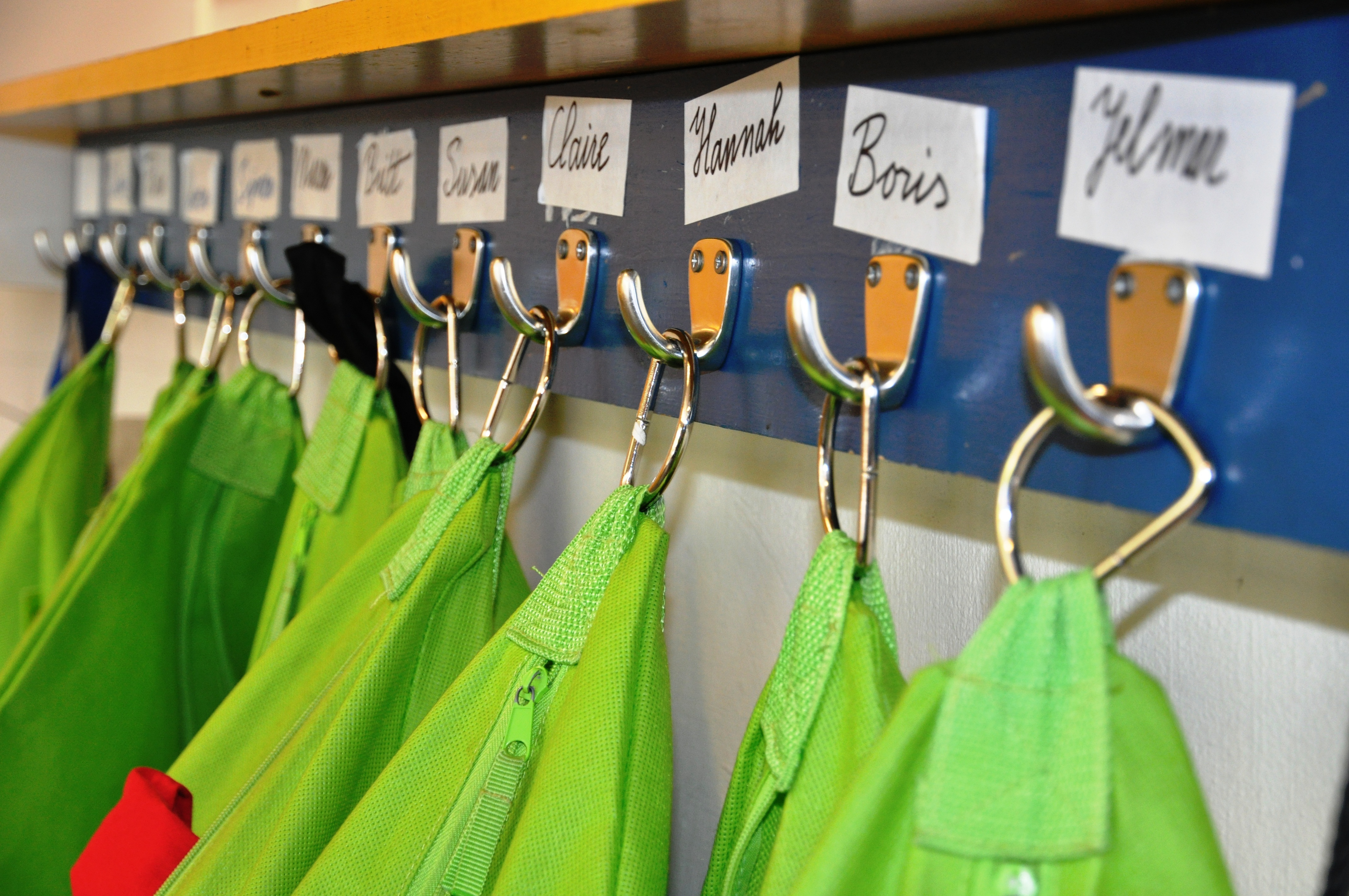
コートラック
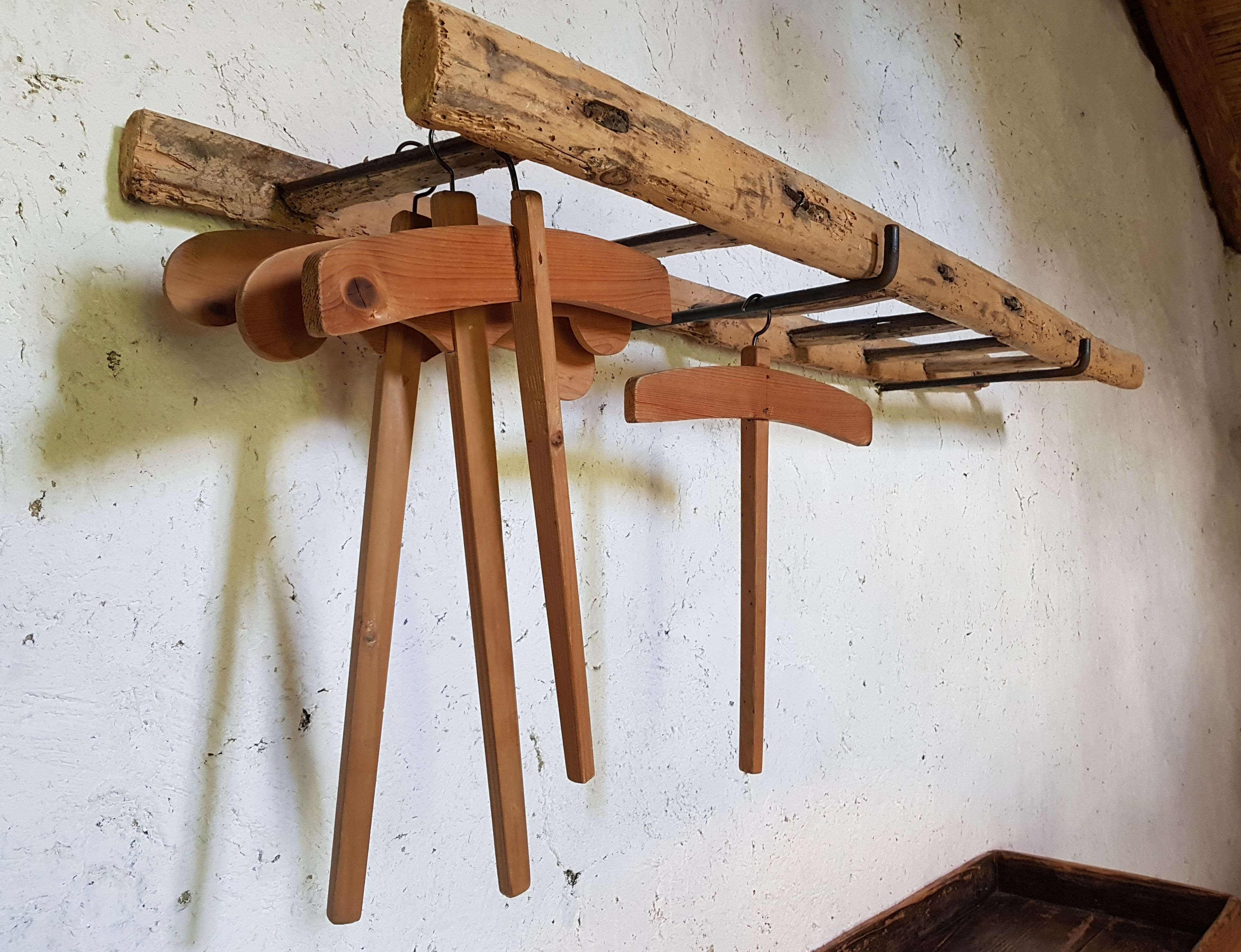
コートラック
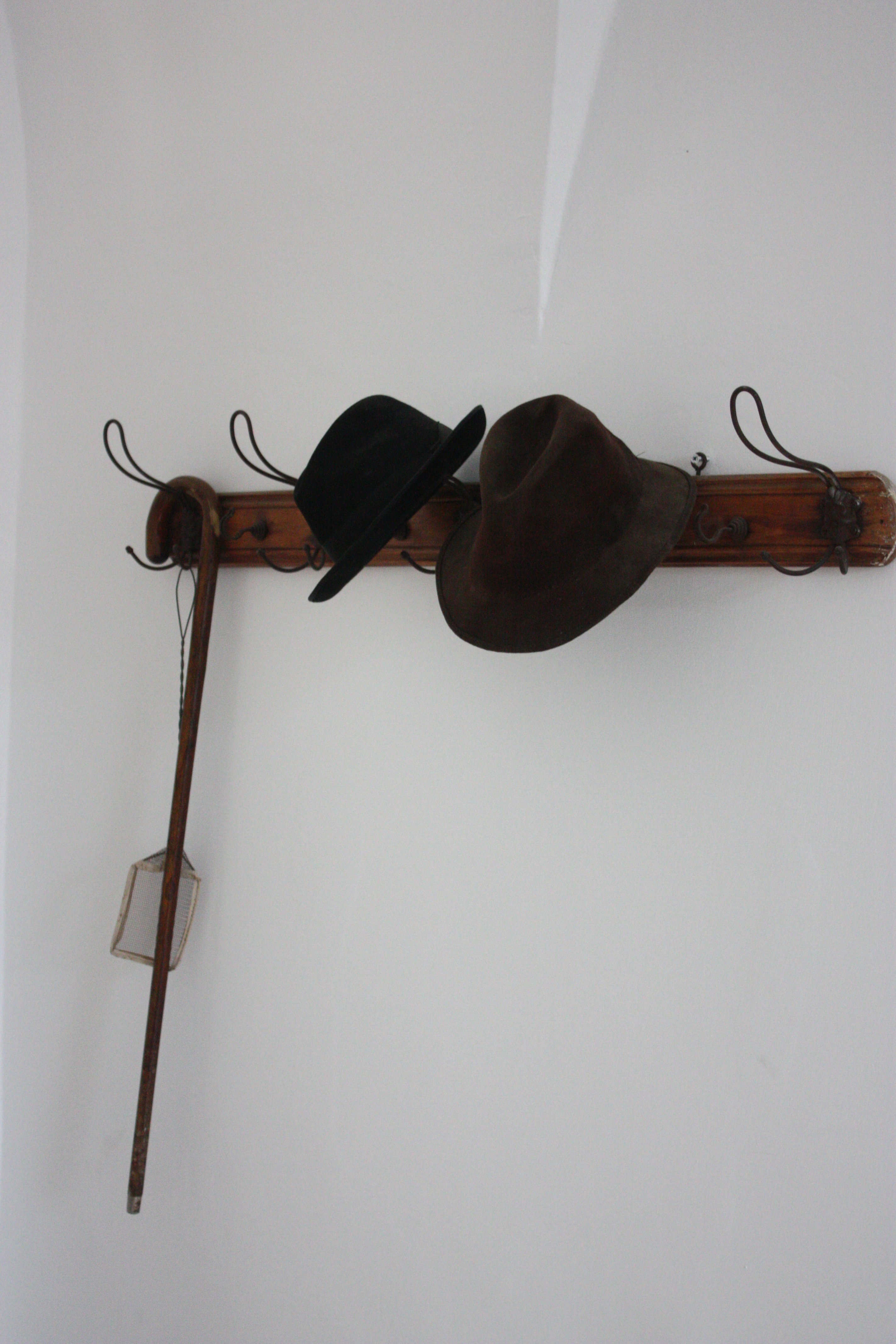